# Callomyia bertae
Callomyia bertae är en tvåvingeart som beskrevs av Kessel 1961. Callomyia bertae ingår i släktet Callomyia och familjen svampflugor. Inga underarter finns listade i Catalogue of Life.